# Школа Євген Йосипович
Євген Йосипович Школа (нар. 8 лютого 1943) — колишній радянський футболіст, що виступав на позиції півзахисника. Відомий за виступами за низку команд другого та третього радянських дивізіонів. Після завершення ігрової кар'єри — футбольний арбітр, з 1980 року всесоюзної категорії. Пізніше, в пенсійному віці — дитячий футбольний тренер.

## Клубна кар'єра
Євген Школа є вихованцем ДЮСШ київського «Динамо». Виступи у командах майстрів молодий футболіст розпочав у 1962 році у луцькій «Волині», що виступала у тодішньому класі Б. Євген Школа швидко став одним із основних гравців луцького клубу, проте вже в 1964 році вирішив спробувати свої сили у челябінському «Локомотиві», який грав на той час у другій групі класу А, що відповідало другому дивізіону радянського футболу. Проте у російській команді Школа не закріпився, і вже в 1966 повернувся до «Волині», де продовжив виступи разом із своїми молодшими братами-близнюками Віктором та Іваном. Проте вже наступного сезону Євген Школа разом із братами покинув луцький клуб, і після невеликої перерви у виступах став гравцем «Спартака» із сусіднього Бреста, який також грав у групі Б. У білоруському клубі в першому ж сезоні футболіст разом із командою став переможцем зонального турніру групи Б, після чого в перехідному турнірі команда вийшла до другої групи класу А. Проте на вищому рівні команда виступала тільки рік, та повернулась до класу Б, а з 1970 року розпочала виступи в другій лізі. Євген Школа виступав у брестській команді до кінця 1972 року, а в 1972 році протягом одного сезону грав у іншій друголіговій білоруській команді «Хімік» із Гродно. У 1973 році Школа повернувся до Бреста, де ще протягом одного сезону грав за клуб колективу фізкультури «Імпульс», після чого завершив виступи на футбольних полях.

## Суддівська кар'єра
У 1977 році Євген Школа розпочав кар'єру футбольного арбітра. Першим проведеним матчем для Євгена Школи став матч першої ліги між «Спартаком» з Івано-Франківська та ашхабадським «Колхозчі» (був асистентом головного арбітра), першим матчем як головного арбітра став матч між івано-франківським «Спартаком» і запорізьким «Металургом». Усього Євген Школа провів як головний арбітр 8 матчів у вищій лізі, 43 у першій лізі та 4 у другій лізі, а також 3 матчі Кубка СРСР, 86 матчів як асистента головного арбітра. У 1977—1985 роках представляв місто Брест, з 1986 до 1988 року представляв Луцьк. Має звання судді всесоюзної категорії.

## Кар'єра тренера
Після завершення суддівської кар'єри Євген Школа проживав у Луцьку, знаходився на пенсії. У 2008 році він на прохання батьків хлопчиків 2001 року народження, вирішує стати дитячим тренером. Спочатку він тренував дітей при ДЮСШ футбольного клубу «Волинь», проте через розбіжності з керівництвом клубу перейшов на роботу тренером до дитячого футбольного клубу «Адреналін»..

## Особисте життя
Два молодші брати-близнюки Євгена Школи, Віктор та Іван, також були футболістами, та грали разом із братом у складі луцької «Волині». Внук Євгена Школи, Данило Воронін, якого також тренував дід, грає за юнацький склад іспанського футбольного клубу «Вільярреал».